# Metrobus (Cúcuta)
Metrobus es el proyecto de sistema de transporte masivo para la ciudad colombiana de Cúcuta. Tiene prioridad sobre los proyectos de otras ciudades, de acuerdo con la Presidencia de la República. También se ha hablado de un teleférico (denominado comercialmente "MetroCable") que funcionaría como alimentador del MetroBus.
La Alcaldía de Cúcuta y la Universidad Nacional han firmado un acuerdo para que el claustro educativo mediante encuestas provea información sobre las rutas que debe tener el sistema de transporte masivo.